# Бальцерт, Якоб
Якоб Бальцерт (нем. Jakob Balzert; 6 января 1918 — 23 июня 1997) — немецкий футболист, нападающий. Выступал за сборную Саара.

## Биография

### Клубная карьера
На протяжении всей профессиональной карьеры выступал за клуб «Саарбрюккен», к которому присоединился ещё в довоенное время. После окончания второй мировой войны продолжал играть за команду во внутренних турнирах Саара, в сезоне 1948/49 выступал во французской Лиге 2, а с 1950-х годов клуб был допущен в немецкую систему лиг.

### Карьера в сборной
Дебютировал за сборную Саара 27 мая 1951 года в товарищеском матче со второй сборной Австрии (3:2). Затем принял участие ещё в трёх товарищеских матчах со вторыми командами Швейцарии, Австрии и Франции. В 1953 году Бальцерт сыграл в двух матчах отборочного турнира чемпионата мира 1954 против сборных ФРГ (0:3) и Норвегии (0:0). В дальнейшем в сборную не вызывался.